# 松井友閑
松井 友閑（まつい ゆうかん、生没年不詳）は、戦国時代から安土桃山時代の武将。松井長之の次男、松井正之の弟、松井康之の叔父。官名は宮内卿法印（正四位下）、庵号は徳庵。

## 生涯
京都郊外の松井城で生まれた。松井氏は、友閑の祖父の松井宗富が室町幕府8代将軍・足利義政に仕えて以来、代々の幕臣として仕えていた。友閑は12代将軍・足利義晴とその子・義輝に仕えたが、永禄8年（1565年）に永禄の変で義輝が三好三人衆らによって殺害されると、後に織田信長の家臣となった。
永禄11年（1568年）の織田信長入京後には京畿の政務にあたり、織田氏の右筆に任じられている。京都や堺の豪商らに接触して名物の茶器などを供出させた。
天正6年（1574年）3月24日、相国寺で開かれた信長の茶会では茶頭を務めた。同年、東大寺正倉院の名香蘭奢待を拝受した時には奉行を務めた。
天正3年（1575年）、堺の代官に任じられた。この頃になると堺の豪商・津田宗及とも親交を深めた。後にも信長が開く茶会には度々茶頭として呼ばれる事が多く、茶道に対する造詣が深かった人物と思われる（『兼見卿記』『宗及記』など）。7月3日、宮内卿法印（正四位下）の官位を授かった。村井貞勝、武井夕庵と並んで、信長の吏僚の中でも最高の地位にいた。
織田家では主に財務などを担当したが、外交能力にも長け、上杉謙信宛の信長書状に副状を発したり、三好康長の投降交渉（高屋城の戦い）、本願寺との和睦工作、謀反を起こした荒木村重や松永久秀の説得交渉、後期には伊達輝宗や大友宗麟ら遠方の大名との外交交渉にも奔走している。
本能寺の変当時は堺で茶会を催して徳川家康を歓待中であり、変を知ると上洛を目指したが、途中で断念し、堺の町衆に変の勃発と信長の死を報じた。変後は豊臣秀吉に接近し、堺の代官として以後も活躍する。
しかし、天正14年（1586年）に不正を理由に突然罷免され、その後の消息は不明。文禄2年（1593年）10月29日までの生存が、資料上（『鹿苑日録』）では確認できる。

## 人物
目利きで知られ、鳥丸家、松江宗訥とともに天下三墨蹟の一つとされた無準の墨蹟を所持した。武野紹鷗より「相阿弥茶湯書」を伝えられている。戦国武将だけではなく、茶人、文化人でもあったと言われている。

## 参考論文
- 川崎喜久子「織田政権下の堺―松井友閑の役割について―」（『ヒストリア』92号、1981年）
- 染谷光廣「織田信長の右筆についての序説」『國學院雑誌』89巻11号、1988年。
- 国島浩正「天正五年の松井友閑宛織田信長朱印状」（『香川県立文書館紀要』6号、2002年）
- 竹本千鶴「松井友閑と松井友閑文書の総体」（『書状研究』16号、2001年）

## 参考書籍
- 竹本千鶴『松井友閑』（吉川弘文館、2018年）